# Тернопилски държавен медицински университет „И. Я. Горбачевски“
Тернопилски национален медицинският университет „И. Я. Горбачовски“ (на украински: Тернопільський національнийний медичний університет імені І. Я. Горбачевського) е училище за висше медицинско образование, основано през 1957 г. в град Тернопил, Украинска ССР, сега Украйна.

## Ректорат
- ректор: проф. д-р Михаил Корда[2]

## Структура
Академичната част университет се състои от основните звена – 4 факултета и 6 образователни и научни институти
- Факултети[3]
  - Медицински факултет
  - Фармацевтичен факултет
  - Стоматологичен факултет
  - Факултет за чуждестранни граждани
- Образователен и научен институт[4]
  - ОНИ по морфология
  - ОНИ на медицински и биологични проблеми
  - ОНИ по фармакология, хигиена и медицинска биохимия „М. П. Скакун“
  - ОНИ за моделиране и анализ на патологични процеси
  - ОНИ по сестрински грижи
  - ОНИ за следдипломна квалификация

В университета има повече 57 катедри. Има 5 образователни и практически центъра за първична медицинска и санитарна помощ.

## Образование, научна дейност
Към 12 септември 2018 г. преподават 642 души, сред които: професори – 98; доценти – 329; старши учители – 14; учители и асистенти – 201. Има повече от 4553 студенти от Украйна, а чуждестранните студенти са 1977. Има 34 бази за обучение, 18 клинични бази, 4 учебни центъра.
Университетът си сътрудничи със 75 чуждестранни образователни институции от повече от 20 страни по света.
От 2006 г. на базата на образователния комплекс „Червона калина“ всяко лято в „Международно студентско лятно училище“.